# Cold Hanworth
Cold Hanworth – wieś w Anglii, w hrabstwie Lincolnshire, w dystrykcie West Lindsey. Leży 13 km na północny wschód od Lincoln i 205 km na północ od Londynu.